# Liberdade de expressão

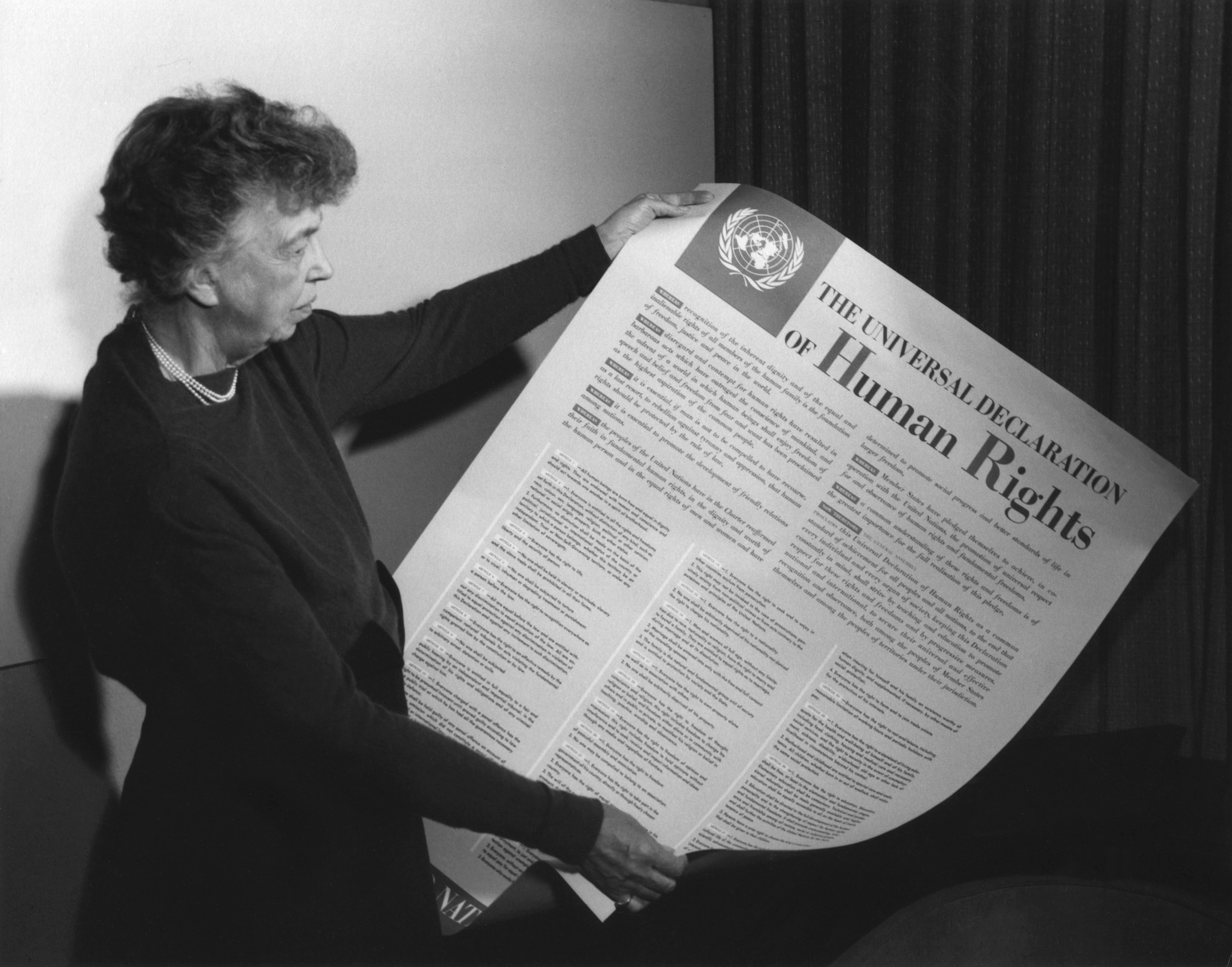
Eleanor Roosevelt e a Declaração Universal dos Direitos Humanos (1948). O artigo XIX estabelece que "todo ser humano tem direito à liberdade de opinião e expressão".

Liberdade de expressão é um atributo da natureza racional do indivíduo e é o direito de qualquer um manifestar, livremente, opiniões, ideias e pensamentos pessoais sem medo de retaliação ou censura por parte do governo ou de outros membros da sociedade. É um conceito fundamental nas democracias modernas nas quais a censura não tem respaldo moral.
A liberdade de expressão é um direito humano, protegido pela Declaração Universal dos Direitos Humanos, de 1948, e pelas constituições de vários países democráticos.
Segundo o artigo XIX da Declaração Universal dos Direitos Humanos:
| “ | "Todo ser humano tem direito à liberdade de opinião e expressão; este direito inclui a liberdade de, sem interferência, ter opiniões e de procurar, receber e transmitir informações e ideias por quaisquer meios e independentemente de fronteiras". | ” |

## Histórico
A maioria dos ideais políticos modernos como justiça, liberdade e o governo constitucional, surgiram na Grécia Antiga. Foram os gregos os pioneiros a lançar as sementes da ideia democrática, que, conservadas pelos filósofos da Idade Média, frutificaram na modernidade.
Com efeito, apenas integrantes de um demo (município), dirigido por um demarco participavam da política. Daí a expressão democracia, que significa governo de demos. Outro ponto a ser considerado que o grande número de escravos existentes em Atenas permitia que o tempo do cidadão fosse dedicado à política.
Aristóteles costumava afirmar que todo e qualquer trabalho manual devia ser executado por escravos, de forma que os cidadãos pudessem dispor de seu tempo para as atividades políticas.
Os escravos gregos realizavam serviços manuais e eram tratados de forma benigna, podendo alcançar sua libertação em face de bons serviços prestados aos seus proprietários. O próprio Estado podia ter escravos, os quais exerciam funções menos significativas.
Convém esclarecer que a noção de Estado tida hoje não existia na Grécia Antiga. Sequer existia a noção da diferença entre Estado e Sociedade, até porque a sociedade era o próprio Estado.
Ainda, a democracia ateniense era a democracia direta. Os cidadãos reuniam-se em Assembleia, na Ágora (praça pública), para deliberar sobre os assuntos mais diversos. Na Ágora, todos podiam expressar seus pensamentos (liberdade de expressão). O direito à voz era de todos os cidadãos. Os cidadãos, aqueles que podiam participar da vida política da Polis restringiam-se a um pequeno grupo de pessoas, mais precisamente, aos homens livres. Mulheres, escravos, prisioneiros e estrangeiros não podiam participar da vida política.
Por um outro lado, a existência da escravidão em Atenas era o que permitia ao homem livre ocupar-se somente da vida política. Isso implica dizer que a democracia grega existia graças à escravidão.
O homem grego com uma forte consciência política, via no Estado sua razão de existir, por isso sentia necessidade de integrar-se na vida política. Países como Cuba aprovaram legalmente esse conceito em sua constituição.

## Conteúdo
A liberdade de expressão é um princípio que apoia a liberdade de um indivíduo ou comunidade de articular as suas opiniões e ideias sem medo de retaliação, censura ou sanção legal. O direito à liberdade de expressão foi reconhecido como um direito humano na Declaração Universal dos Direitos Humanos e no direito internacional dos direitos humanos pelas Nações Unidas. Muitos países têm leis constitucionais que protegem a liberdade de expressão. Termos como liberdade de expressão, liberdade de expressão e liberdade de expressão são usados indistintamente no discurso político. No entanto, no sentido jurídico, a liberdade de expressão inclui qualquer actividade de procura, recepção e transmissão de informações ou ideias, independentemente do meio utilizado.
O Artigo 19 da Declaração Universal dos Direitos Humanos firma que “todos terão o direito de ter opiniões sem interferência” e “todos terão direito à liberdade de expressão; este direito incluirá a liberdade de procurar, receber e transmitir informações e ideias de todos os tipos, independentemente de fronteiras, seja oralmente, por escrito ou impresso, sob a forma de arte, ou através de qualquer outro meio de sua escolha”. A versão do Artigo 19 do Pacto Internacional sobre Direitos Civis e Políticos posteriormente altera isso, afirmando que o exercício desses direitos acarreta "deveres e responsabilidades especiais" e pode "portanto, estar sujeito a certas restrições" quando necessário "ou respeito aos direitos ou à reputação de outros" ou "[ou a proteção da segurança nacional ou da ordem pública".
A liberdade de expressão (de fala e de expressão), portanto, não pode ser reconhecida como absoluta, e as limitações ou limites comuns à liberdade de expressão estão relacionados com difamação, calúnia, obscenidade, pornografia, sedição, incitação ao crime, palavras incitadoras à violência, discurso de ódio, informações censuradas, violação de direitos autorais, segredos comerciais, rotulagem de alimentos, acordos de não divulgação, direito à privacidade, dignidade, direito ao esquecimento, segurança pública e perjúrio. As justificativas para tal incluem o princípio do dano, proposto por John Stuart Mill em seu livro "Sobre a Liberdade", o qual sugere que "o único propósito pelo qual o poder pode ser exercido legitimamente sobre qualquer membro de uma comunidade civilizada, contra a sua vontade, é evitar danos aos demais".
A ideia do “princípio da ofensa” também é utilizada para justificar limitações de fala, descrevendo a restrição a formas de expressão consideradas ofensivas à sociedade, considerando fatores como extensão, duração, motivos do locutor e facilidade com que poderia ser evitada.  Com a evolução da era digital, a aplicação da liberdade de expressão torna-se mais controversa à medida que surgem novos meios de comunicação e restrições. A Iniciativa de Monitoramento dos Direitos Humanos mede o direito à opinião e à expressão em países de todo o mundo, através de um inquérito a especialistas nacionais em direitos humanos.

## No Brasil
No Brasil, desde a Constituição do Império havia a garantia da liberdade de expressão, o que foi preservado até a Constituição de 1937.[carece de fontes?] Já no período conhecido como Estado Novo durante o governo do presidente Vargas, o princípio constitucional da liberdade de pensamento desapareceu. Foi adotada a censura como meio de impedir a publicação ou a reprodução de determinadas informações. A censura nasceu reprimindo a liberdade de expressão.
Com o período da redemocratização, a Constituição de 1946 foi responsável por colocar e assegurar, no novo ordenamento jurídico, a manifestação do pensamento. O texto constitucional dispunha a livre manifestação do pensamento, sem dependências da censura, salvo quanto a espetáculos e diversões públicas, respondendo cada um, por abusos cometidos, conforme disposição legal.
Quando Getúlio Vargas ocupou o poder novamente, ele se preocupou em editar a lei da imprensa (Lei 2083 de 1953) com a devida regulamentação dos crimes de imprensa. Em seu bojo, a lei trouxe vários defeitos, como a exacerbada repressão à liberdade de imprensa.
A Constituição de 1967, já promulgada nos governos militares, não aboliu o princípio da liberdade de pensamento, mas impôs uma delimitação que restringia sua aplicação, condicionando-os aos parâmetros da ordem pública e dos bons costumes. O ordenamento jurídico de 1967 restringiu, ainda, a liberdade da livre manifestação do pensamento, ao impor sanções jurídicas a todo aquele que abusasse do direito individual com o objetivo de opor-se ao governo. Essa disposição ficou explícita nos artigos 150 parágrafo 8º e 151.
O direito a liberdade de expressão é caracterizado como direito da personalidade, integrante do estatuto do ser humano, fundamental para a concretização do princípio da dignidade da pessoa humana e determinada, para quem o incorpora, especificas funções. Ele é garantia individual e protege a sociedade contra o arbítrio e as soluções de força.
Vale ressaltar que, quando se restringe a liberdade de um indivíduo, não somente o direito deste é atingido, mas também o de toda a comunidade de receber e debater as informações, Caracteriza-se, assim que a liberdade de expressão atinge o indivíduo e a interação da sociedade.
Na atual Constituição Federal, promulgada em 5 de outubro de 1988, várias inovações foram conferidas em relação a liberdade de manifestação do pensamento, dando maior amplitude no rol de direitos e garantias individuais. Em todas as suas formas, a liberdade de expressão é um direito fundamental e intransferível, inerente a todas a pessoas, e um requisito para a existência de uma sociedade democrática.
A jurisprudência do Supremo Tribunal Federal do Brasil em relação ao direito à liberdade de expressão é amplamente baseada na Constituição Federal de 1988, que garante esse direito como um dos pilares da democracia e dos direitos humanos. A jurisprudência do STF tem evoluído ao longo dos anos para interpretar e aplicar esse direito de maneira consistente com os princípios constitucionais e os valores democráticos.[parcial?]
O STF reconhece a liberdade de expressão como um direito fundamental e absoluto, mas sujeito a limitações específicas previstas na Constituição. Essas limitações incluem a proteção da honra, da imagem, da intimidade, da vida privada e da ordem pública. A censura prévia é estritamente proibida pela Constituição, e o STF tem se manifestado consistentemente contra qualquer tentativa de restringir a liberdade de expressão antes da publicação ou divulgação de informações.
Embora a liberdade de expressão seja um direito fundamental, o STF entende que discursos de ódio e incitamento à violência não estão protegidos por esse direito. O tribunal tem tomado medidas para responsabilizar indivíduos que promovem discursos que incitem a violência ou a discriminação.[parcial?] O STF tem reconhecido a importância da imprensa livre como um pilar da democracia e frequentemente toma decisões que protegem a liberdade de imprensa e o direito dos jornalistas de investigar e relatar informações de interesse público.[parcial?]
O STF tem lidado com questões relacionadas à liberdade de expressão na era digital, incluindo casos envolvendo redes sociais e a disseminação de informações on-line. O tribunal tem enfatizado a importância de equilibrar a liberdade de expressão com a responsabilidade na disseminação de informações. O STF tem reafirmado o compromisso com a promoção da diversidade e da pluralidade de vozes na sociedade brasileira, reconhecendo que a liberdade de expressão desempenha um papel fundamental na proteção dos direitos de minorias e grupos historicamente marginalizados.[parcial?]

### Constituição brasileira de 1988
- Art. 1º A República Federativa do Brasil, formada pela união indissolúvel dos Estados e Municípios e do Distrito Federal, constitui-se em Estado Democrático de Direito e tem como fundamentos:
  - V - o pluralismo político.[16]
- Art. 5º Todos são iguais perante a lei, sem distinção de qualquer natureza, garantindo-se aos brasileiros e aos estrangeiros residentes no País a inviolabilidade do direito à vida, liberdade, igualdade, segurança e a propriedade, nos termos seguintes: [16]
  - IV - é livre a manifestação do pensamento, sendo vedado o anonimato;[16]
  - VIII - ninguém será privado de direitos por motivo de crença religiosa ou de convicção filosófica ou política, salvo se as invocar para eximir-se de obrigação legal a todos imposta e recusar-se a cumprir prestação alternativa, fixada em lei;[16]
  - IX - é livre a expressão da atividade intelectual, artística, científica e de comunicação, independentemente de censura ou licença
- Art. 220 A manifestação do pensamento, a criação, a expressão e a informação, sob qualquer forma, processo ou veículo não sofrerão qualquer restrição, observado o disposto nesta Constituição.[16]
  - § 2º - É vedada toda e qualquer censura de natureza política, ideológica e artística.[16]

### Liberdade de Expressão e a Democracia
A liberdade de expressão, sobretudo sobre a política e questões públicas é o suporte vital de qualquer democracia. Os governos democráticos não controlam o conteúdo da maior parte dos discursos escritos ou verbais. Assim, geralmente as democracias têm muitas vozes exprimindo ideias e opiniões diferentes e até contrárias. Segundo os teóricos da democracia, um debate livre e aberto resulta geralmente que seja considerada a melhor opção e tem mais probabilidades de evitar erros graves. Cabe esclarecer que a aplicação da democracia não traz privilégios ao um determinado grupo específico e nem busca-se limitar de qualquer forma o direito de outrem, mas sim garantir a liberdade e direitos do coletivo.
A democracia depende de uma sociedade civil educada e bem-informada cujo acesso à informação lhe permite participar tão plenamente quanto possível na vida pública da sua sociedade e criticar funcionários do governo ou políticas insensatas e tirânicas. Os cidadãos e os seus representantes eleitos reconhecem que a democracia depende de acesso mais amplo possível a ideias, dados e opiniões não sujeitos a censura.
A liberdade de expressão é um direito fundamental consagrado na Constituição Federal de 1988, no capítulo que trata dos Direitos e Garantias fundamentais e funciona como um verdadeiro termômetro no Estado Democrático. Quando a liberdade de expressão começa a ser cerceada em determinado Estado, a tendência é que este se torne autoritário. A liberdade de expressão serve como instrumento decisivo de controle de atividade governamental e do próprio exercício do poder. O princípio democrático tem um elemento indissociável que é a liberdade de expressão, em contraposição a esse elemento, existe a censura que representa a supressão do Estado democrático. A divergência de ideias e o direito de expressar opiniões não podem ser restringidos para que a verdadeira democracia possa ser vivenciada.

## Relação com outros direitos
O direito à liberdade de fala e de expressão está intimamente relacionado com outros direitos. Pode ser limitado quando entra em conflito com outros direitos. O direito à liberdade de expressão também está relacionado com o direito a um julgamento e a um processo judicial justos, que podem limitar o acesso à busca de informações ou determinar a oportunidade e os meios pelos quais a liberdade de expressão se manifesta no âmbito dos processos judiciais.  Como princípio geral, a liberdade de expressão não pode limitar o direito à privacidade, bem como a honra e a reputação de terceiros. No entanto, é dada maior liberdade quando estão envolvidas críticas a figuras públicas.
O direito à liberdade de expressão é particularmente importante para os meios de comunicação social que desempenham um papel especial como portadores do direito geral à liberdade de expressão para todos.  No entanto, a liberdade de imprensa não permite necessariamente a liberdade de expressão. Judith Lichtenberg delineou as condições em que a liberdade de imprensa pode restringir a liberdade de expressão. Por exemplo, se todas as pessoas que controlam os vários meios de publicação suprimem a informação ou sufocam a diversidade de vozes inerente à liberdade de expressão. Esta limitação foi famosamente resumida como “A liberdade de imprensa é garantida apenas a quem a possui”.  Lichtenberg argumenta que a liberdade de imprensa é simplesmente uma forma de direito de propriedade resumida no princípio “sem dinheiro, sem voz”.

### Como um direito negativo
A liberdade de expressão é geralmente vista como um direito negativo.  Isto significa que o governo é legalmente obrigado a não tomar nenhuma medida contra o falante com base nas opiniões do orador, mas que ninguém é obrigado a ajudar qualquer orador a publicar as suas opiniões, e ninguém é obrigado a ouvir, concordar, ou reconhecer o orador ou as opiniões do orador.